# Леритье (актёр)
Леритье́ (фр. Lhéritier, настоящее имя Ромен Тома, фр. Romain Thomas; 14 сентября 1809, Нёйи-сюр-Сен — 23 февраля 1885, Париж) — французский актёр и рисовальщик.

## Биография
Родился в зажиточной семье, работал в банке, но мечтал об актёрской карьере. По легенде, взял псевдоним Леритье (от фр. l’héritier — наследник) из часто повторявшихся слов своего отца: «Ведь ты же наследник почтенного семейства!» В 1831 г. дебютировал на сцене парижского Театра Мольера, закрывшегося через несколько месяцев. После этого перешёл в труппу Театра Пале-Рояль, в составе которой выступал в течение 51-го сезона, исполняя преимущественно комические роли, особенно в водевилях Эжена Лабиша. В 1882 году вышел на пенсию.
Помимо актёрской карьеры Леритье известен как автор многочисленных рисованных шаржей на актёров и драматургов.